# 黄颈啄木鸟
黄颈啄木鸟（学名：Dendrocopos darjellensis）为啄木鸟科啄木鸟属的鸟类。该物种的模式产地在印度和尼泊尔。

## 亚种
- 黄颈啄木鸟指名亚种（学名：Dendrocopos darjellensis darjellensis）。在中国大陆，分布于西藏等地。该物种的模式产地在印度和尼泊尔。[2]
- 黄颈啄木鸟西南亚种（学名：Dendrocopos darjellensis desmursi）。在中国大陆，分布于四川、云南、西藏等地。该物种的模式产地在四川。[3]